# Sára Alžběta Moraea
Sára Alžběta Moraea (26. dubna 1716 ve Falunu – 20. dubna 1806 v Uppsale) byla manželkou Carla Linného a matkou Carla Linného mladšího a Alžběta Kristiny von Linné. Podílela se na založení Linnéovy společnosti v Londýně, a to prostřednictvím dražby vědeckých prací svého zesnulého manžela. Sára je jednou z historických švédských žen, po nichž jsou pojmenovány ulice v takzvaném Kärringstanu v Enskededalen (cesta Sáry Mořicové).

## Životopis

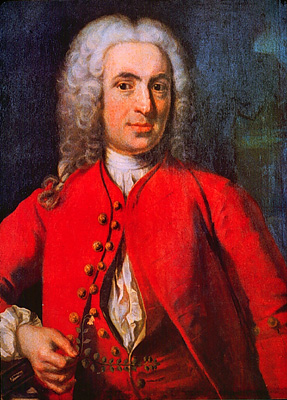
Carl Linné v kostýmu mladého (1739).
Obraz švédského malíře Johana Scheffela

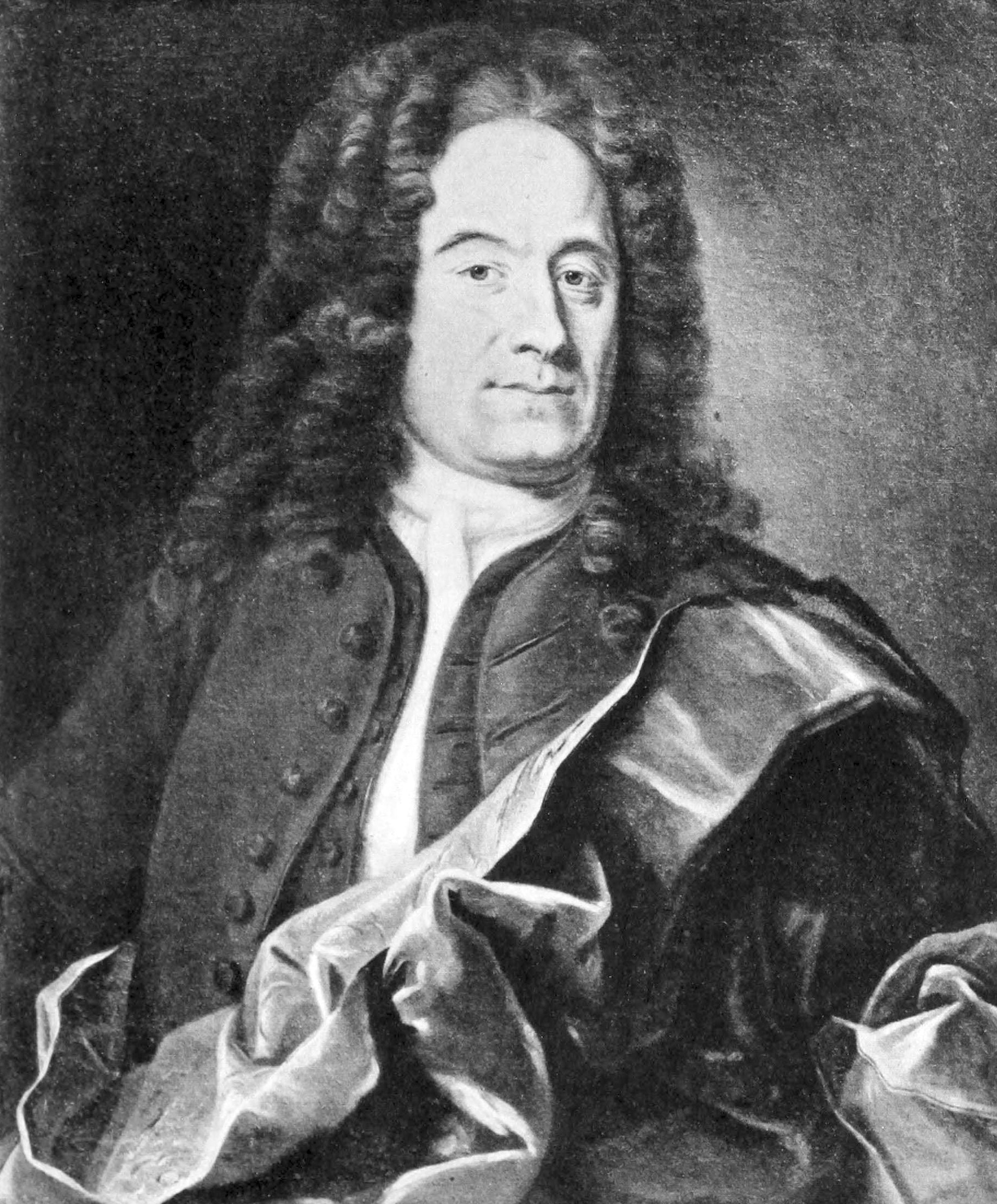
Tatínek Sary Elisabeth Moraea (Johan Moraeus)

Narodila se 26. dubna 1716 ve Falunu bohatému a vzdělanému lékaři Johanu Moraeusovi (1672-1742) a jeho ženě Alžběta Hansdotterové (1691-1769). Oba pocházeli z bohatých rodin. Sara vyrůstala na statku nedaleko Falunu. V rodině bylo sedm dětí. Vystudovala obecnou školu.
Koncem roku 1734 se během vánočních prázdnin ve Falunu osmnáctiletá Sarah Elisabeth Morea seznámila s Carlem Linné, který zde žil, vyučoval sbírku a mineralogii a provozoval lékařskou praxi. O dva týdny později ji Linné požádal o ruku. Jak napsal v jedné ze svých autobiografií, "potkal dívku, se kterou bych chtěl žít a zemřít. 'Ano', které jsem od ní obdržel 16. ledna, potvrdil její otec 17. ledna...". Otec Sáry Alžběty nabídku k sňatku přijal pod podmínkou, že Linné před svatbou odjede do zahraničí a obhájí svou doktorskou práci, aby zajistil budoucí rodinu.
Koncem února 1735 se zasnoubili bez formálního obřadu, který byl odložen o tři roky. Na jaře Linné odjel do Holandska. Vrátil se v roce 1738. Vzali se 26. června 1739 v domě dnes známém jako Svedens gård, který je zapsán na seznamu světového dědictví UNESCO. Současníci popisovali manželství jako šťastné. V roce 1758 koupil její manžel panství Hammarbie (nyní Linnéova Hammarbie). Po manželově smrti Sara Elisabeth spravovala panství 30 let a žila zde se svými dvěma dcerami až do konce svého života.
Po smrti svého syna Carla mladšího v roce 1783 zdědila Sara Elisabeth mnoho knih, rukopisů, herbář a korespondenci Carla Linného. Kvůli finančním problémům byla nucena většinu z nich prodat - podle závěti jejího manžela měly být prodány tomu, kdo nabídne nejvyšší cenu. Touto osobou byl Angličan James Edward Smith, který se na základě této akvizice stal jedním ze zakladatelů londýnské Linneovy společnosti.
Sara Elisabeth Morea zemřela 20. dubna 1806 a byla pohřbena vedle svého manžela a syna Carla v katedrále v Uppsale.

### Rodina
Během manželství se narodilo sedm dětí, z nichž pět se dožilo dospělosti:
- Carl Linné mladší —(1741—1783),
- Alžběta Kristina von Linné — (1743—1782),
- Sára Magdaléna von Linné — (1744—1744),
- Lovisa von Linné — (1749—1839),
- Sára Kristina von Linné— (1751—1835),
- Johannes von Linné — (1754—1757),
- Sofie von Linné — (1757—1830).